# Heli Jukkola
Heli Jukkola (26 novembre 1979) è un'orientista finlandese.

## Carriera
Possedendo un'ottima tecnica, condivise la medaglia d'oro dei campionati mondiali del 2007 a Kiev nella lunga distanza. Vinse anche la staffetta con la squadra finlandese e si classificò seconda nella media distanza.
Con la squadra finlandese aveva vinto anche i mondiali del 2006 ad Aarhus.